# Dinkelsbühl
Dinkelsbühllà một đô thị ở huyện Ansbach bang Bayern nước Đức. Đô thị Dietenhofen có diện tích 75,19 km², dân số thời điểm ngày 31 tháng 12 năm 2006 là 11.584 người.